# Ladislav Jurkemik
Ladislav Jurkemik est un footballeur tchécoslovaque, né le 20 juillet 1953 à Jacovce. Il est actuellement entraîneur de football.

## Biographie
En tant que défenseur, il fut international tchécoslovaque à 57 reprises (1974-1983) pour 3 buts.
Il participa à l’Euro 1976 : il fut remplaçant contre les Pays-Bas, ainsi que contre la RFA en finale, réussit son tir au but, tire avant Panenka qui fera son geste très connu (la Panenka). Il remporta l’Euro 1976.
Il participa aussi à l’Euro 1980 : il fut titulaire contre les Pays-Bas, contre la RFA, contre la Grèce, contre l’Italie (1 but à 54e minute sur un corner de Panenka, un carton jaune, réussit son tir au but). La Tchécoslovaquie termina troisième de la compétition. 
À la Coupe du monde de football de 1982, il fut titulaire contre le Koweït et contre l’Angleterre, ratant le match contre la France. Il n’inscrit aucun but et le pays fut éliminé dès le premier tour.
Il joua dans des clubs tchécoslovaques (FK Inter Bratislava et FK Dukla Banská Bystrica) et suisses (FC Saint-Gall et FC Chur 97). Il ne remporta aucun titre en club.
Il entama une carrière d’entraîneur. Tout d’abord, il fut entraîneur-joueur au FC Chur 97. Puis il fut à la tête de nombreuses équipes slovaques et autrichiennes. Il fut un temps sélectionneur de la Slovaquie (2002-2003). Il est actuellement l’entraîneur du FC Slovácko.

## Clubs

### En tant que joueur
- 1973-1980 :  FK Inter Bratislava
- 1980-1981 :  FK Dukla Banská Bystrica
- 1981-1984 :  FK Inter Bratislava
- 1984-1989 :  FC Saint-Gall
- 1989-1992 :  FC Chur 97

### En tant qu’entraîneur
- 1989-1992 : FC Chur 97
- 1992-1993 : SK Sturm Graz
- 1993-1994 : FC Spartak Trnava
- 1994-1996 : Kapfenberger SV
- 1997-1998 : FC Rimavska Sobota
- 1998-1999 : MFK Ružomberok
- 1999-2000 : FC Senec
- 2000-2001 : MŠK Žilina
- 2002-2003 : Slovaquie
- 2004 : Slovaquie (espoirs)
- 2004-2005 : MŠK Žilina
- 2006-2008 : FK Inter Bratislava
- 2008- : FC Slovácko

## Palmarès

### En tant que joueur
- Coupe de Tchécoslovaquie de football
  - Finaliste en 1981 et en 1984
- Championnat de Tchécoslovaquie de football
  - Vice-champion en 1975 et en 1977
- Championnat d'Europe de football

- - Vainqueur en 1976

### En tant qu’entraîneur
- Championnat de Slovaquie de football
  - Vice-champion en 2005